# Elezioni presidenziali in Algeria del 1963
Le elezioni presidenziali in Algeria del 1963 si sono tenute il 15 settembre. Ahmed Ben Bella, leader del Fronte di Liberazione Nazionale (unico partito politico legale del paese), è stato eletto con il 99,6% dei voti, con un'affluenza dell'88,9%.

## Risultati
| Candidati            | Liste                           | Voti      | %    |
| -------------------- | ------------------------------- | --------- | ---- |
| Ahmed Ben Bella      | Fronte di Liberazione Nazionale | 5.805.103 | 99,6 |
| Contro               | Contro                          | 22.515    | 0,4  |
| Totale               | Totale                          | 5.827.618 | 100  |
| Schede bianche/nulle | Schede bianche/nulle            | 22.515    |      |
| Totale               | Totale                          | 5.850.133 |      |